# Мировой Гран-при по волейболу 2002 (квалификация)
Европейский квалификационный турнир Мирового Гран-при по волейболу 2002 прошёл с 8 по 10 июня 2001 года в Карлсруэ (Германия) с участием четырёх национальных сборных команд. Были разыграны две путёвки на Гран-при-2001. 
Остальные 6 сборных-участниц Гран-при-2002 определялись по результатам мирового рейтинга среди 
команд AVC, NORCECA и CSV. По этому критерию путёвки получили Китай, Япония, Южная Корея, США, Куба и Бразилия.

## Команды-участницы европейской квалификации
Германия, Италия, Россия, Хорватия.

## Результаты
8—10 июня 2001.  Карлсруэ.
| М | Команда  | 1   | 2   | 3   | 4   | И | В | П | С/П | О |
| - | -------- | --- | --- | --- | --- | - | - | - | --- | - |
| 1 | Россия   |     | 1:3 | 3:1 | 3:0 | 3 | 2 | 1 | 7:4 | 5 |
| 2 | Германия | 3:1 |     | 0:3 | 3:0 | 3 | 2 | 1 | 6:4 | 5 |
| 3 | Италия   | 1:3 | 3:0 |     | 3:2 | 3 | 2 | 1 | 7:5 | 5 |
| 4 | Хорватия | 0:3 | 0:3 | 2:3 |     | 3 | 0 | 3 | 2:9 | 3 |

8 июня: Германия — Хорватия 3:0; Россия — Италия 3:1 (25:17, 23:25, 25:21, 25:20).
9 июня: Италия — Германия 3:0 (25:22, 25:19, 25:13); Россия — Хорватия 3:0 (25:16, 25:16, 25:21).
10 июня: Италия — Хорватия 3:2 (25:18, 14:25, 20:25, 25:23, 15:11); Германия — Россия 3:1 (21:25, 25:16, 25:23, 25:21).

## Итоги
По итогам европейской квалификации путёвки на Гран-при 2002 года получили две лучшие команды —  Россия и  Германия.

## Сборная России
Ольга Поташова, Наталья Морозова, Елена Батухтина, Любовь Шашкова, Наталья Сафронова, Елена Василевская, Екатерина Гамова, Татьяна Грачёва, Инесса Саргсян, Елена Плотникова, Елена Сенникова, Анна Артамонова. Главный тренер — Николай Карполь.